# Ngữ hệ Enisei
Ngữ hệ Enisei (còn được gọi là Enisei-Ostyak) là một ngữ hệ hiện diện tại khu vực sông Enisei thuộc Siberia.

## Phân loại
- Tiền Enisei
  - Bắc Enisei (chia tách vào khoảng năm 700)
    - Ket (200 người nói)
    - Yugh † (biến mất khoảng năm 1990)

  - Nam Eisei †
    - Kott–Assan (chia tách vào khoảng năm 1200)
      - Kott † (biến mất giữa thập niên 1800)
      - Assan † (biến mất khoảng năm 1800)

    - Arin–Pumpokol (chia tách vào khoảng năm 550)
      - Arin † (biến mất khoảng năm 1800)
      - Pumpokol † (biến mất khoảng năm 1750)

Chỉ có hai ngôn ngữ trong hệ này tồn tại đến thế kỷ XX, đó là tiếng Ket (còn gọi là Imbat Ket), nay có chừng 200 người nói, và tiếng Yugh (còn gọi là Sym Ket), nay đã biến mất như một bản ngữ. Những thành viên khác được biết đến của hệ này, Arin, Assan, Pumpokol, và Kott, đều đã biến mất trước tiếng Yugh ít nhất một thế kỷ. Những nhóm khác – Buklin, Baikot, Yarin, Yastin, Ashkyshtym, and Koibalkyshtym – được xác định là những ngôn ngữ Enisei, nhưng ngoài một vài tên riêng, ta không biết gì về chúng.
Có đề xuất về việc kết nối hệ Enisei với hệ Na-Dené, một trong những ngữ hệ chính của thổ dân Bắc Mỹ.

## Từ vựng

#### Số đếm
Bảng dưới cho biết số đếm cơ bản trong các ngôn ngữ Enisei cũng như một số từ vị phục dựng ướm thử:
| Số  | Ngôn ngữ Enisei    | Ngôn ngữ Enisei | Ngôn ngữ Enisei | Ngôn ngữ Enisei | Ngôn ngữ Enisei | Ngôn ngữ Enisei | Dạng phục dựng hiện có      |
| Số  | Nhánh Bắc          | Nhánh Bắc       | Nhánh Nam       | Nhánh Nam       | Nhánh Nam       | Nhánh Nam       | Dạng phục dựng hiện có      |
| Số  | Các phương ngữ Ket | Yugh            | Kott-Assan      | Kott-Assan      | Arin-Pumpokol   | Arin-Pumpokol   | Dạng phục dựng hiện có      |
| Số  | SK                 | Yugh            | Kott            | Assan           | Arin            | Pumpokol        | Starostin                   |
| --- | ------------------ | --------------- | --------------- | --------------- | --------------- | --------------- | --------------------------- |
| 1   | qūˑs               | χūs             | huːtʃa          | hutʃa           | qusej           | xuta            | *xu-sa                      |
| 2   | ɯ̄ˑn                | ɯ̄n              | iːna            | ina             | kina            | hinɛaŋ          | *xɨna                       |
| 3   | dɔˀŋ               | dɔˀŋ            | toːŋa           | taŋa            | tʲoŋa ~ tʲuːŋa  | dóŋa            | *doʔŋa                      |
| 4   | sīˑk               | sīk             | tʃeɡa ~ ʃeːɡa   | ʃeɡa            | tʃaɡa           | ziang           | *si-                        |
| 5   | qāˑk               | χāk             | keɡa ~ χeːɡa    | keɡa            | qala            | hejlaŋ          | *qä-                        |
| 6   | aˀ ~ à             | àː              | χelutʃa         | ɡejlutʃa        | ɨɡa             | aɡɡɛaŋ          | *ʔaẋV                       |
| 7   | ɔˀŋ                | ɔˀŋ             | χelina          | ɡejlina         | ɨnʲa            | onʲaŋ           | *ʔoʔn-                      |
| 10  | qɔ̄ˑ                | χɔ̄              | haːɡa ~ haɡa    | xaha            | qau ~ hioɡa     | hajaŋ           | *ẋɔGa                       |
| 20  | ɛˀk                | ɛˀk             | iːntʰukŋ        | inkukn          | kinthjuŋ        | hédiang         | *ʔeʔk ~ xeʔk                |
| 100 | kiˀ                | kiˀ             | ujaːx           | jus             | jus             | útamssa         | *kiʔ ~ ɡiʔ / *ʔalVs-(tamsV) |

#### Một vài từ khác
| Từ            | Ngôn ngữ Enisei    | Ngôn ngữ Enisei    | Ngôn ngữ Enisei    | Ngôn ngữ Enisei | Ngôn ngữ Enisei | Ngôn ngữ Enisei | Ngôn ngữ Enisei | Ngôn ngữ Enisei | Dạng phục dựng hiện có | Dạng phục dựng hiện có | Dạng phục dựng hiện có |
| Từ            | Nhánh Bắc          | Nhánh Bắc          | Nhánh Bắc          | Nhánh Bắc       | Nhánh Nam       | Nhánh Nam       | Nhánh Nam       | Nhánh Nam       | Dạng phục dựng hiện có | Dạng phục dựng hiện có | Dạng phục dựng hiện có |
| Từ            | Các phương ngữ Ket | Các phương ngữ Ket | Các phương ngữ Ket | Yugh            | Kott-Assan      | Kott-Assan      | Arin-Pumpokol   | Arin-Pumpokol   | Dạng phục dựng hiện có | Dạng phục dựng hiện có | Dạng phục dựng hiện có |
| Từ            | SK                 | NK                 | CK                 | Yugh            | Kott            | Assan           | Arin            | Pumpokol        | Vajda                  | Starostin              | Werner                 |
| ------------- | ------------------ | ------------------ | ------------------ | --------------- | --------------- | --------------- | --------------- | --------------- | ---------------------- | ---------------------- | ---------------------- |
| Thông rụng lá | sɛˀs               | sɛˀs               | šɛˀš               | sɛˀs            | šet             | čet             | čit             | tag             | *čɛˀç                  | *seʔs                  | *sɛʔt / *tɛʔt          |
| Sông          | sēˑs               | sēˑs               | šēˑš               | sēs             | šet             | šet             | sat             | tat             | *cēˑc                  | *ses                   | *set / *tet            |
| Đá            | tʌˀs               | tʌˀs               | tʌˀš               | čʌˀs            | šiš             | šiš             | kes             | kit             | *cʰɛˀs                 | *čɨʔs                  | *t'ɨʔs                 |
| Ngón tay      | tʌˀq               | tʌˀq               | tʌˀq               | tʌˀχ            | tʰoχ            | ?               | intoto          | tok             | *tʰɛˀq                 | *tǝʔq                  | *thǝʔq                 |
| Nhựa (cây)    | dīˑk               | dīˑk               | dīˑk               | dʲīk            | čik             | ?               | ?               | ?               | *čīˑk                  | *ǯik (~-g, -ẋ)         | *d'ik                  |
| Sói           | qɯ̄ˑt               | qɯ̄ˑti              | qɯ̄ˑtə              | χɯ̄ˑt            | (boru ← Turkic) | (boru ← Turkic) | qut             | xotu            | *qʷīˑtʰi               | *qɨte (˜ẋ-)            | *qʌthǝ                 |
| Mùa đông      | kɤ̄ˑt               | kɤ̄ˑti              | kɤ̄ˑte              | kɤ̄ˑt            | keːtʰi          | ?               | lot             | lete            | *kʷeˑtʰi               | *gǝte                  | *kǝte                  |
| Ánh sáng      | kʌˀn               | kʌˀn               | kʌˀn               | kʌˀn            | kin             | ?               | lum             | ?               | *kʷɛˀn                 | *gǝʔn-                 | ?                      |
| Người         | kɛˀd               | kɛˀd               | kɛˀd               | kɛˀtʲ           | hit             | het             | kit             | kit             | *kɛˀt                  | *keʔt                  | ?                      |
| Nước          | ūˑl                | ūˑl                | ūˑl                | ūr              | ul              | ul              | kul             | ul              | *kʰul                  | *qoʔl (~ẋ-, -r)        | ?                      |
| Bạch dương    | ùs                 | ùːse               | ùːsə               | ùːʰs            | uča             | uuča            | kus             | uta             | *kʰuχʂa                | *xūsa                  | *kuʔǝt'ǝ               |
| Xe trượt      | súùl               | súùl               | šúùl               | sɔ́ùl            | čogar           | čɛgar           | šal             | tsɛl            | *tsehʷəl               | *soʔol                 | *sogǝl (~č/t'-ʎ)       |